# Gare de Puteaux
La gare de Puteaux est une gare ferroviaire française de la ligne de Paris-Saint-Lazare à Versailles-Rive-Droite, située sur le territoire de la commune de Puteaux, dans le département des Hauts-de-Seine en région Île-de-France.
La station a été ouverte le 18 juillet 1840 par la Société anonyme du chemin de fer de Paris à Saint-Cloud et Versailles. C'est aujourd'hui une gare de la Société nationale des chemins de fer français (SNCF) desservie par les trains de la ligne L du Transilien (réseau Paris-Saint-Lazare) ainsi que par ceux de la ligne U (La Défense - La Verrière). L'ancien quai de départ de la ligne des Moulineaux, fermée en 1993, a laissé la place en 1997 à une station de la ligne 2 du tramway.

## Situation ferroviaire
Ancienne gare de bifurcation, elle est établie d'abord en remblai, puis en tranchée et située au point kilométrique (PK) 9,491 de la ligne de Paris-Saint-Lazare à Versailles-Rive-Droite, entre les gares de La Défense et de Suresnes-Mont-Valérien. Elle était l'origine de la ligne de Puteaux à Issy-Plaine (dite Ligne des Moulineaux), transformée en tramway en 1997. Son altitude est de 62 m.

## Histoire

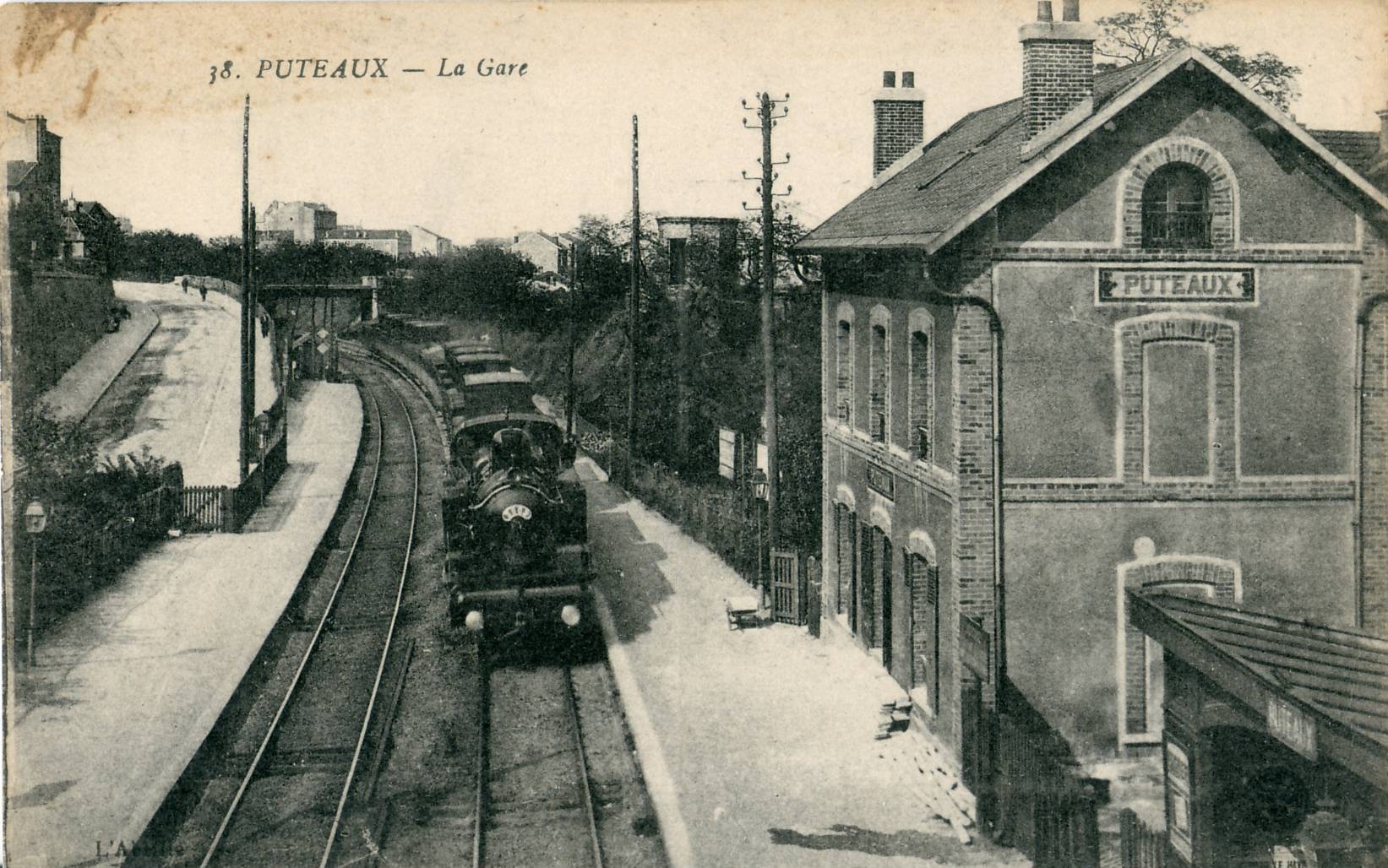
Un train à vapeur arrivant devant l'ancien bâtiment voyageurs, au début des années 1900.

La station est ouverte le 18 juillet 1840 par la Société anonyme du chemin de fer de Paris à Saint-Cloud et Versailles. Le bâtiment des voyageurs est édifié du côté de la voie montante, tandis que le logement du chef de gare est implanté de l'autre côté ; la gare est équipée d'une passerelle permettant de traverser les voies.
À partir de 1933, la ligne des Moulineaux est exploitée en simple navette entre Puteaux et Issy-Plaine. Un terminus est alors aménagé, indépendant des voies de la ligne de Versailles. Le 8 octobre 1933, un petit poste d'aiguillage électrique à leviers d'itinéraires est mis en service. Il remplace l'ancien poste d'aiguillage mécanique. La passerelle Chantecoq, située au croisement des rues De-Brazza et Monge, est supprimée lors des travaux de réélectrification de la ligne de Versailles par caténaire 25 kV.
En mai 1993, le trafic de la ligne des Moulineaux est supprimé. De l'été 1993 à 1997, d'importants travaux sont engagés dans le cadre de la création de la ligne 2 du tramway : des quais sont réalisés pour le nouveau tramway, des passages souterrains sont créés. Un nouveau pont est édifié au-dessus de la rue de la République et un mur de soutènement est réalisé entre les rues Sadi-Carnot et de la République. Entre la gare et le tunnel de Cherbourg, les voies de la ligne de Versailles sont ripées, ou déplacées, et prennent alors la place des deux voies du raccordement de la Folie. La jonction de ces dernières est ramenée du PK 9,200 au PK 8,730. Les voies du tramway sont alors construites parallèlement sur le tracé des voies de la ligne de Versailles. Contrairement à beaucoup d'autres gares de la ligne des Moulineaux, la gare de Puteaux conserva, à l'instar des gares de Suresnes - Longchamp et des Coteaux, son nom d'origine. Comme la gare d'Issy-Plaine, le bâtiment voyageurs de la gare de Puteaux garda sa fonction ferroviaire, contrairement aux autres bâtiments voyageurs de la ligne, désaffectés lors de la reconversion de celle-ci en ligne de tramway.
Le trafic montant quotidien ne dépasse pas 54 voyageurs en 1841, puis grimpe à 1 204 par jour en 1893. Il atteint 3 008 voyageurs en 1938, 4 485 en 1973 et enfin redescend à 2 600 voyageurs par jour en 2003, baisse consécutive à la mise en service de la ligne 2 du tramway en 1997.
En 2018, la SNCF estime la fréquentation annuelle de cette gare à 6 344 133 voyageurs. Ce nombre s'élève à 4 404 972 pour 2017, à 3 201 842 pour 2016 et à 3 058 872 pour 2015.

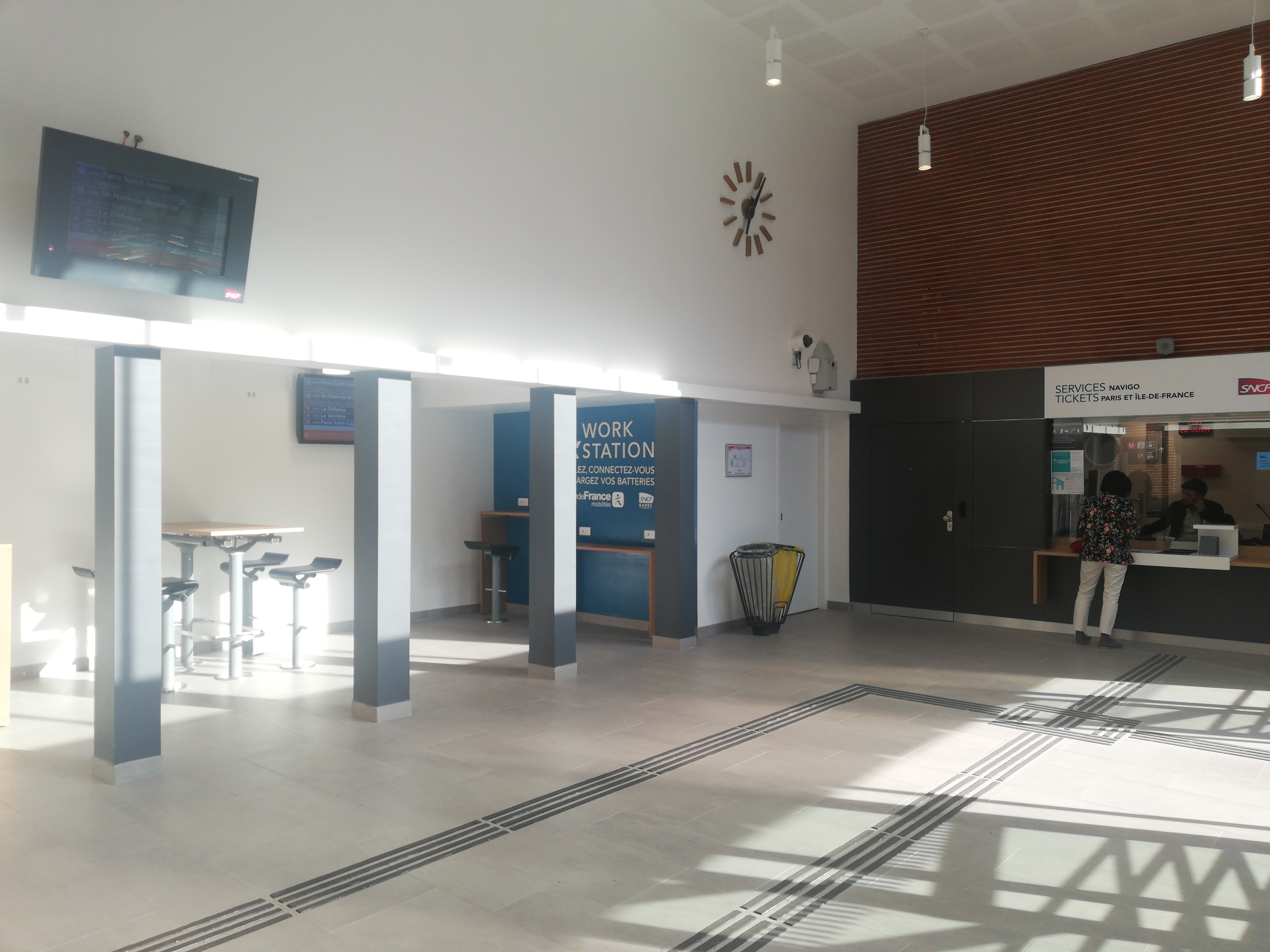
Le hall de la gare avec les guichets.

## Services voyageurs

### Accueil
Gare SNCF Transilien, Puteaux dispose d'un bâtiment voyageurs avec un personnel permettant une ouverture du lundi au dimanche. Le guichet pour la vente des titres de transport grandes lignes est ouvert du lundi au samedi. La gare possède des aménagements pour les personnes à mobilité réduite, est équipée de distributeurs automatiques de titres de transport (Transilien, Navigo et Grandes lignes), d'une borne Work & Station permettant de recharger son ordinateur ou/et son téléphone mobile, et bénéficie du « système d'information sur les circulation des trains en temps réel ». Des automates RATP ainsi qu'un autre automate SNCF sont disponibles sur les quais du tramway. Un passage souterrain situé au niveau du bâtiment voyageurs permet de passer d'un quai à un autre, à l'exception du quai tramway vers Pont de Bezons, où le passage s'effectue à niveau, aux extrémités des quais du tramway. Un autre passage souterrain, à l'extrémité sud des quais du tramway, dispose d'un escalator au niveau du quai central et permet d'accéder à la totalité des quais de la gare.

### Desserte
Elle est desservie par les trains du réseau Transilien de Paris Saint-Lazare (ligne L) desservant les lignes de ou vers Versailles-Rive-Droite et de ou vers Saint-Nom-la-Bretèche, par les trains de ou vers La Verrière (ligne U) et les tramways de la ligne T2. La station de cette dernière, ouverte en 1997, se trouve dans le même espace que la gare ferroviaire. Le quai central est partagé entre les tramways en provenance de Pont de Bezons et les trains en provenance de La Défense ou de Saint-Lazare.
La gare est desservie à raison (par sens) :
- sur la ligne L, d'un train toutes les 10 minutes aux heures de pointe, toutes les 15 minutes aux heures creuses et en soirée.
- sur la ligne U, La Défense – La Verrière, d'un train toutes les 30 minutes aux heures creuses, d'un train toutes les 15 minutes aux heures de pointe et un train toutes les heures le dimanche et tous les jours en soirée.
- sur la ligne T2, d'un tramway toutes les quatre à douze minutes.

### Intermodalité
Située en zone urbaine, à proximité du centre ville de Puteaux, des correspondances sont possibles avec les lignes 141, 157, 158, Buséolien 1 et Buséolien 2 du réseau de bus RATP.

## Galerie de photographies

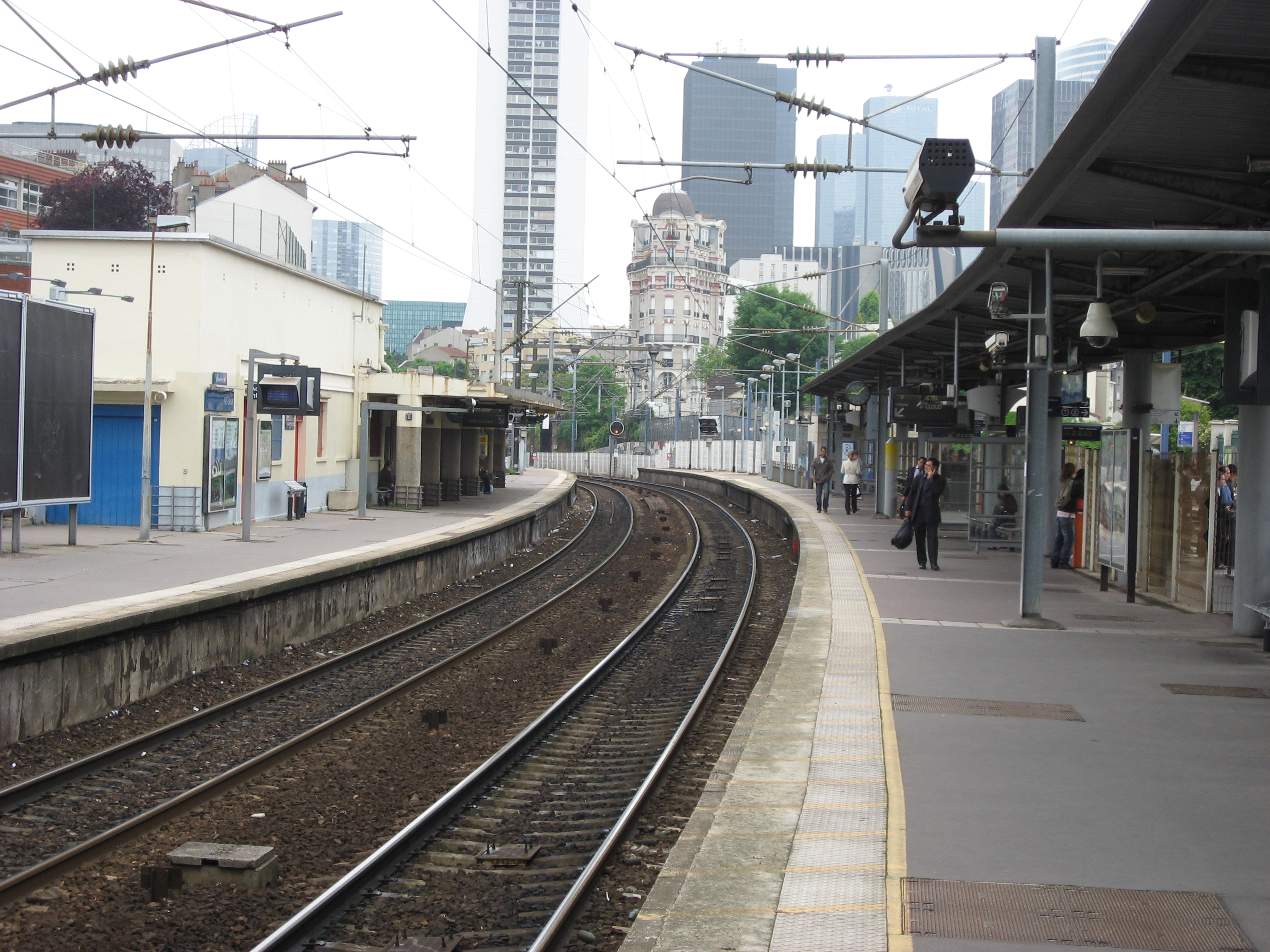
Les quais des trains (à l'arrière-plan, La Défense).
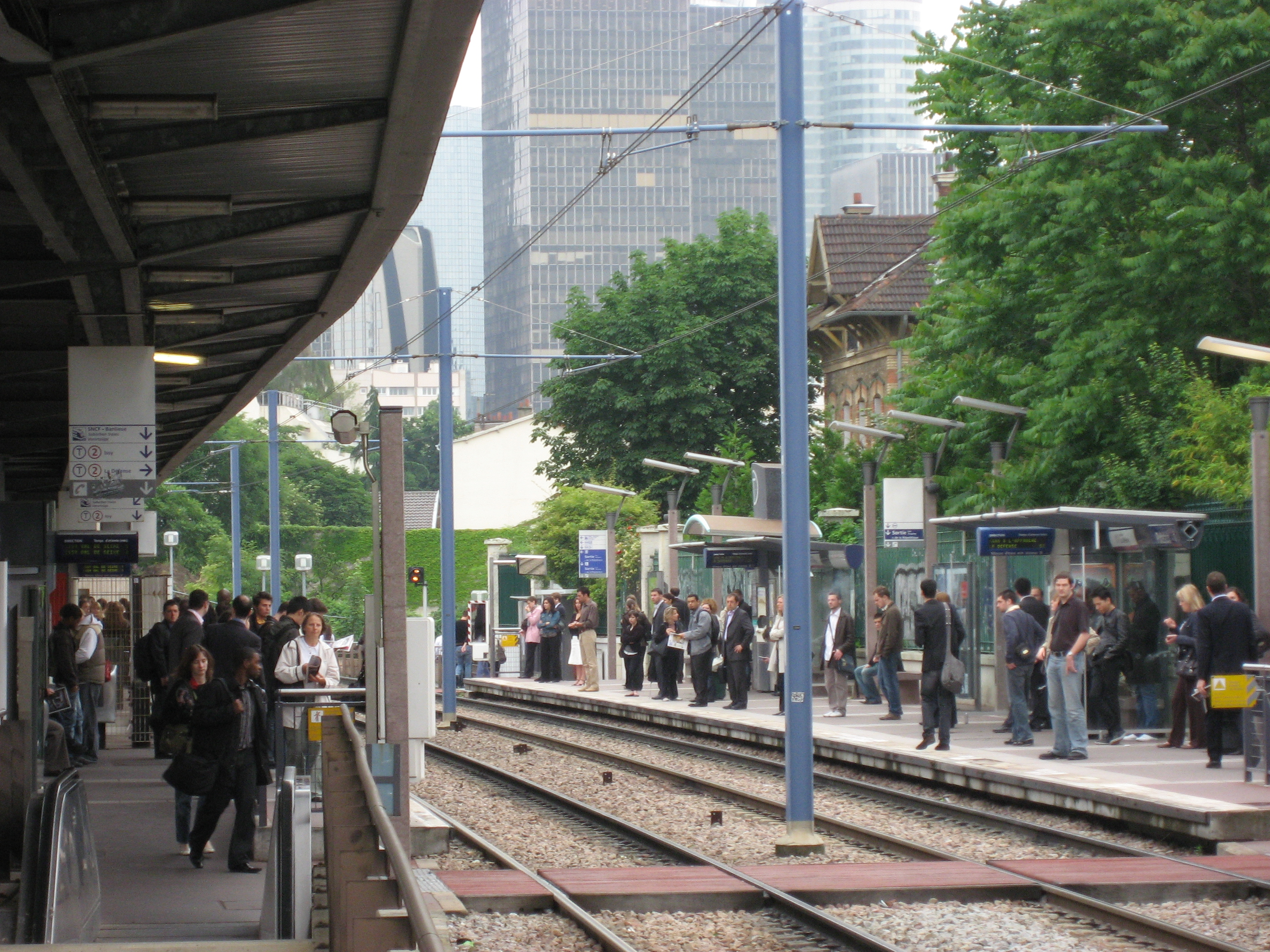
Les quais de la station du tramway (à l'arrière-plan, La Défense).
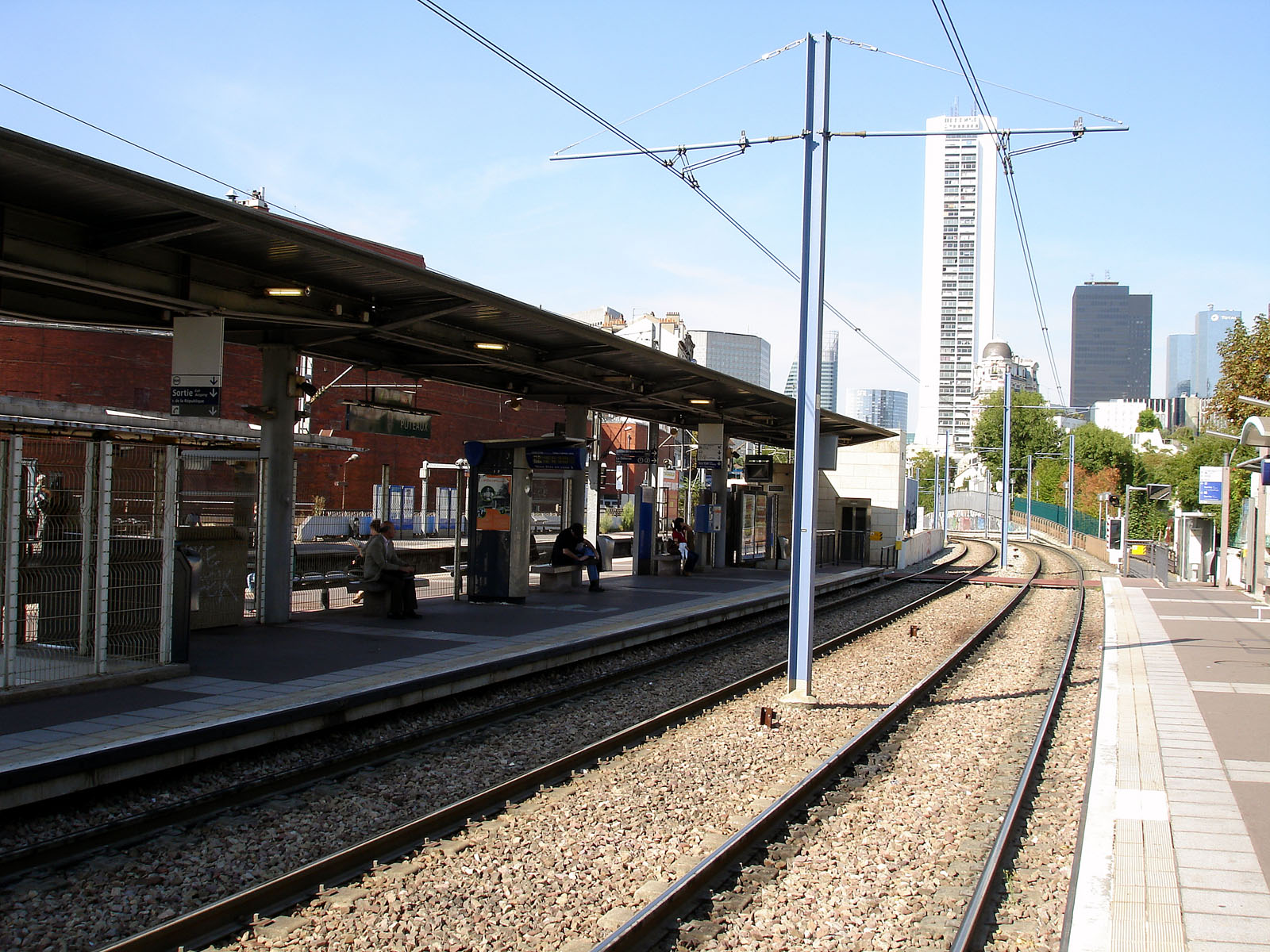
La Défense, vue depuis la station de tramway.